# سيمون ويلان
سيمون ويلان (بالإنجليزية: Simon Whelan)‏ هو محام بالقضاء العالي وقاضي أسترالي، ولد في 20 سبتمبر 1954 في ملبورن في أستراليا.